# Berkan Taz
Berkan Taz (* 19. Dezember 1998 in Berlin) ist ein deutsch-türkischer Fußballspieler. Er ist offensiv variabel einsetzbar und steht beim SC Verl unter Vertrag.

## Karriere
Der gebürtige Berliner Taz wurde bei den Stadtteilklubs Reinickendorfer Füchse sowie Hertha Zehlendorf fußballerisch ausgebildet. Bereits als 17-Jähriger kam er im Jahr 2016 zweimal für die erste Mannschaft Zehlendorfs in der Oberliga Nordost zum Einsatz und konnte beim 4:4 gegen den FC Mecklenburg Schwerin sein erstes Tor im Herrenbereich erzielen.
Wenig später, im Oktober 2016, wechselte der Deutschtürke zum 1. FC Union Berlin, mit dessen U19 er zur Spielzeit 2017/18 als Meister der Regionalliga Nordost in die A-Junioren-Bundesliga aufsteigen konnte. Im Vorfeld der Zweitligasaison 2017/18 erhielt Taz einen bis Juni 2019 gültigen Profivertrag bei den Eisernen, nachdem er am Sommertrainingslager der ersten Mannschaft teilgenommen hatte. Er wurde jedoch in keinem Pflichtspiel eingesetzt. Auch in der Aufstiegssaison 2018/19 konnte sich der offensive Mittelfeldspieler nicht gegen Konkurrenten wie Felix Kroos oder Robert Žulj durchsetzen und spielte lediglich 12 Minuten lang in der zweithöchsten deutschen Spielklasse. Darüber hinaus geriet ihm der Umstand, dass Trainer Urs Fischer häufig in einem 4–3–3-System mit einem „Sechser“ spielen ließ, zum Nachteil. 
Zur Erlangung von Spielpraxis einigten sich der in die Regionalliga Nordost abgestiegene FC Energie Cottbus und die Berliner auf ein bis zum Ende der Saison 2019/20 gültiges Leihgeschäft, zusätzlich wurde Taz' Vertrag bei Union bis Juni 2021 verlängert. Mit Cottbus ging Taz als Stammspieler in die Saison und konnte von Beginn an mit durchschnittlich einer Torbeteiligung pro Spiel sein Können unter Beweis stellen. Bis zur Winterpause spielte er mit seinem ebenfalls geliehenen Berliner Mannschaftskameraden Lennart Moser, der im Tor stand, im Team. In insgesamt 27 Pflichtspieleinsätzen konnte er 15 Tore für Energie Cottbus erzielen und weitere zehn vorbereiten. Im Duell mit dem Berliner AK 07 schoss Taz den entscheidenden Ausgleichstreffer, gegen Chemie Leipzig machte sein Tor zum 2:1 den Unterschied und auch ein Remis gegen Fürstenwalde kam nur aufgrund seines „Doppelpacks“ zustande. Im Landespokal triumphierte der Offensivspieler, der mittlerweile fast nur noch auf dem linken Flügel auflief, mit Cottbus über den RSV Eintracht Stahnsdorf und assistierte seinem Teamkollegen Dimitar Rangelow beim Siegtreffer. Nach diesem Achtelfinalerfolg scheiterte der FC Energie mit seinem Spieler jedoch am FSV Luckenwalde.
Im Anschluss an eine kurzzeitige Rückkehr nach Berlin wechselte Taz aufgrund weiterhin geringer Aussichten auf Spielzeit zum 4. Spieltag der Drittligasaison 2020/21 zum Aufsteiger SC Verl. Mit dem Liganeuling kam der Offensivspieler gut in die Saison und belegte mit ihm durchgängig einstellige Tabellenränge, einmal sogar die Spitzenposition. In den ersten 16 Ligaspielen steuerte der Berliner sieben Scorerpunkte bei und lief als Gegenpart zu Aygün Yıldırım oder Kasim Rabihic wie bereits in Cottbus überwiegend als Linksaußen auf. Eine Ende Januar 2021 zugezogene Leistenverletzung setzte ihn in der Folge langfristig außer Gefecht und er konnte erst am 35. von 38 Spieltagen wieder für Verl auf dem Feld stehen. 
Zur Saison 2021/22 wechselte Taz zur zweiten Mannschaft von Borussia Dortmund, die zuvor in die 3. Liga aufgestiegen war und den ebenfalls offensiv variabel einsetzbaren Chris Führich, der nicht von einer Leihe zurückgekehrt war, verloren hatte. Beim BVB rückte Taz seit mehreren Jahren wieder auf die Position des „Zehners“ hinter der Doppelspitze und wich nur selten auf die Außenbahnen aus. Mit zehn direkten Torbeteiligungen war der Deutschtürke neben Immanuël Pherai der effektivste Angriffsspieler der Dortmunder U23 in der Hinrunde und somit statistisch noch wertvoller als etwa Richmond Tachie oder der verstärkt im Bundesligateam eingesetzte Steffen Tigges. Mit dem Team schloss er die Hinserie als Achter ab und war ab dem 5. Spieltag Stammspieler unter Trainer Enrico Maaßen. In der Rückserie konnte Taz diesen Status zunächst festigen, kam aber dann nach vier sieglosen Spielen in Folge im März 2022 häufiger nur noch von der Bank. Zuvor hatte er beispielsweise beim 3:1 gegen Duisburg zwei Tore selbst geschossen und das dritte aufgelegt. Am Saisonende standen zehn Treffer und acht Assists zu Buche, was ihn immer noch zum besten Scorer der Mannschaft machte.
Im Sommer 2022 wechselte Taz zum Drittligakonkurrenten SV Waldhof Mannheim, der bereits zwei Jahre zuvor mit Joseph Boyamba einen Offensivspieler aus der Dortmunder U23 verpflichtet hatte. Hier gelang es Taz in eineinhalb Jahren nicht, sich nachhaltig für einen Stammplatz zu empfehlen und er steuerte nur neun Scorerpunkte in 48 Partien bei. Ende Januar 2024 kehrte Taz zum SC Verl zurück, der zuvor seinen besten Scorer, den offensiven Mittelfeldspieler Oliver Batista Meier, an Dynamo Dresden verloren hatte.

## Erfolge
1. FC Union Berlin
- Meister der A-Junioren-Regionalliga Nordost und Aufstieg in die A-Junioren-Bundesliga: 2017
- Aufstieg in die Bundesliga: 2019